# TS/6,1
TS/6,1 (S-6,6, TS6, TS-6,1, TS/6,1.) — противотанковая противогусеничная мина нажимного действия. Производилась в Италии.
Представляет собой округлую пластмассовую коробку, внутри помещается заряд взрывчатки, а сверху устанавливается взрыватель. Взрыв происходит при наезжании гусеницей танка или колесом автомобиля на верхнюю крышку мины. Взрывоустойчивость мины составляет 12 кг/кв.см.
Мина TS/6,1, широко применялась афганскими моджахедами во время афганской войны.